# Инаугурация Александра Лукашенко (2025)
Седьмая инаугурация Александра Григорьевича Лукашенко в качестве Президента Республики Беларусь состоялась 25 марта 2025 года, которая ознаменовала начало нового пятилетнего срока Александра Лукашенко на посту президента Беларуси.

## Предыстория
После состоявшихся 9 августа 2020 года президентских выборов, на которых, по официальным данным, Александр Лукашенко одержал победу, набрав свыше 80 % голосов избирателей, на территории Белоруссии начались массовые акции протеста. В ответ на требование протестующих пересчитать голоса или признать результаты прошедших выборов недействительными ЦИК Белоруссии не нашёл оснований и отказал в пересчёте голосов, а также в предоставлении копии протоколов участковых комиссии о результатах выборов. В сентябре 2020 года прошла тайная инаугурация Александра Лукашенко, которая вызвала новый виток протестов. Многие лидеры стран Запада отказались признавать Лукашенко легитимным президентом. 25 февраля 2024 года Александр Лукашенко, легитимность которого широко оспаривается на международной арене с 2020 года➤, снова заявил о своём намерении выдвинуть свою кандидатуру на выборах в 2025 году. Однако уже в августе действующий президент Беларуси намекал на своё возможное неучастие на выборах: так, 10 августа он призвал белорусов «привыкать к мысли о другом президенте».
23 декабря ЦИК зарегистрировал 4 кандидатов, которые подали документы для регистрации кандидатами в президенты. 26 января 2025 года Александр Лукашенко набрал на выборах 86,8% голосов.

## Церемония
25 марта 2025 года во Дворце Независимости  За несколько минут до прибытия Александра Лукашенко внесли Государственный флаг Республики Беларусь и штандарт Президента Республики Беларусь. Символично, что маршрут движения кортежа Президента в сопровождении почетного эскорта мотоциклистов пролегал по двум главным столичным проспектам - Независимости и Победителей.состоялась седьмая церемония инаугурации Александра Лукашенко в 12:00, которая транслировалась по белорусскому телевидению. После внесения государственного флага Белоруссии, президентского штандарта и специального экземпляра Конституции Белоруссии Лукашенко, положив правую руку на Конституцию, произнёс присягу на белорусском языке. Затем военнослужащие принесли клятву на верность народу и президенту, после чего Лукашенко подписал акт о принесении присяги. После этого председатель ЦИК Белоруссии Игорь Карпенко вручил Лукашенко удостоверение Президента Республики Беларусь.
В своей инаугурационной речи Лукашенко заявил, что благодарен тем, кто в такой политический и правовой формат не вписывается, но продолжает из-за рубежа учить жизни, отрабатывая гранты западных "демократий".Также он упомянул президента США и его администрацию, которая начала громкое расследовании организаций USAID и NED ,которая устраивала госперевороты и цветные революции по всему миру, в том числе в Беларуси в 2020 году. 
На церемонию были приглашены более 1100 человек. Среди них были высшие должностные лица белорусского государства: депутаты Палаты представителей и члены Совета Республики, руководители государственных органов и организаций, местных исполнительных и распорядительных органов, республиканских средств массовой информации, деятели науки, культуры и спорта.